# 레토르트 카레

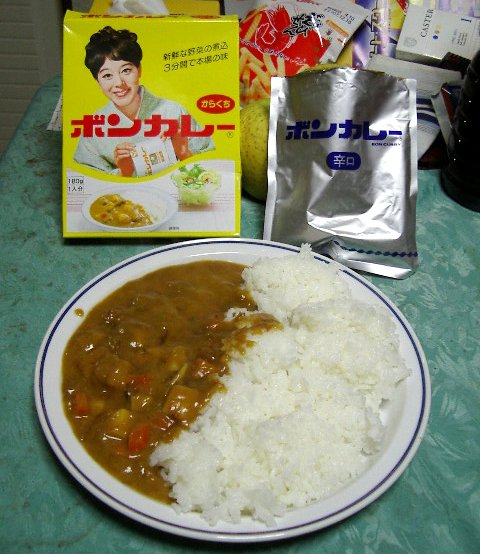
레토르트 카레

레토르트 카레는 레토르트 식품 중 하나다. 카레를 레토르트 파우치에 봉입한 것이다.

## 목록
- 오뚜기 3분 카레 - 주식회사 오뚜기가 생산하고 판매하는 카레다. 매운맛, 약간 매운맛, 순한맛 3가지 종류가 있다. 1981년 출시되었다.